# ADAMA Agricultural Solutions

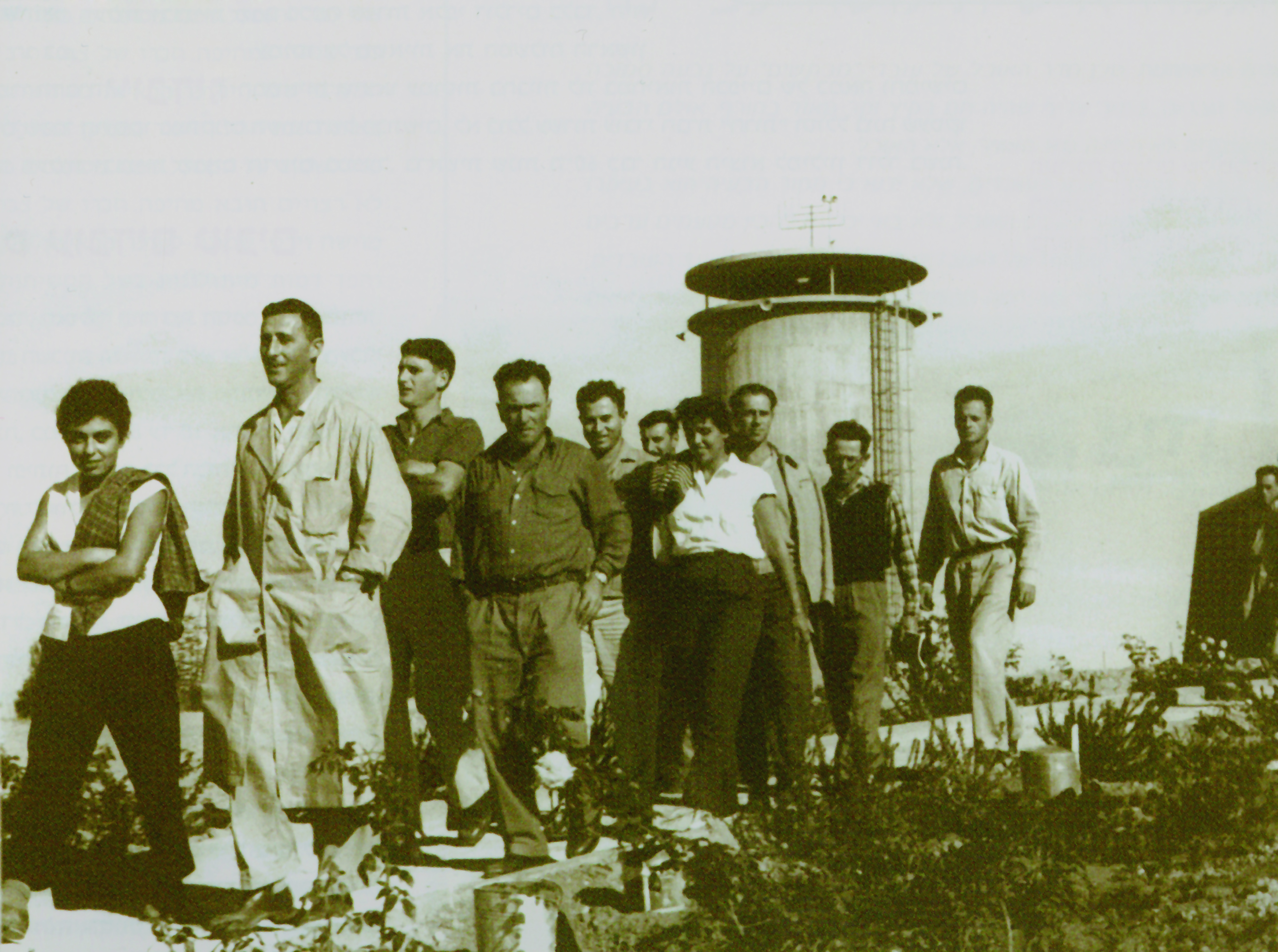
Visitantes na Makhteshim, em 1959

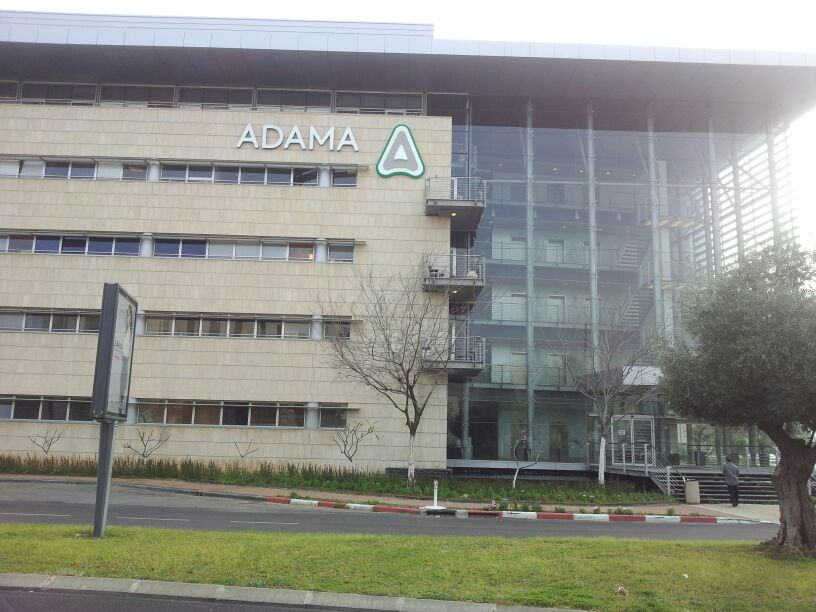
Adama Sede no Airport City, Israel

ADAMA Agricultural Solutions Ltd. (anteriormente Makhteshim Agan Industries Ltd.) é uma indústria manufatureira  e distribuidora israelense de produtos agroquímicos crop protection, seus produtos incluem: herbicidas, insecticidas e fungicidas. Em 1997, as companhias Makhteshim-Agan se tornaram uma na junção: criadas como Makhteshim em (1952) e Agan (1945). Em 2011 a companhia foi adquirida pela estatal chinesa ChemChina. Em 2014, a companhia foi renomeada para ADAMA Agricultural Solutions Ltd.
No Brasil atuou desde os anos 70 com o nome de Milenia até meados de 2014, após a aquisição do grupo ChemChina quando globalizou o nome Adama, este nome significa solo em língua hebraica.